# Зарин, Ефим Фёдорович
Ефим (Ефимий) Фёдорович Зарин (1829 — 20 июля (1 августа) 1892) — русский переводчик и литературный критик.

## Биография
Уроженец Пензенской губернии, воспитанник духовной семинарии и академии. На литературное поприще выступил с переводом «Манфреда» Дж. Байрона (в «Библиотеке для чтения», 1858 год, № 8). Приобрел в Пензе популярность хлесткими стихоторными памфлетами на губернатора А. А. Панчулидзева и его окружение. В 1859 году переехал в Санкт-Петербург, где сначала работал в «Библиотеке для чтения», а затем перешёл в редакцию журнала «Отечественные записки», на страницах которого под псевдонимом Incognito вступил в ожесточённую полемику с Н. Г. Чернышевским, Н. А. Добролюбовым и Д. И. Писаревым. Позже работал в газете «Русский мир» и других изданиях. Перевёл из Байрона ещё «Марино Фальеро», «Сарданапал» (в «Библиотеке для чтения», 1860 год, № 12) и «Двое Фоскари» (там же, 1861 год, № 11); ненапечатанными остались его переводы «Земли и Неба» и «Каина».
В середине 1870-х годов переехал в Вильну, где занимался частной юридической практикой. По возвращении в Петербург занимался переводами. С 1885 года и до конца жизни служил в Министерстве путей сообщения. Скончался от сердечного приступа.

## Семья
Жена: Екатерина Ивановна Зарина.
Дети:
- Зарин-Несвицкий, Фёдор Ефимович
- Зарин, Андрей Ефимович
- Зарин, Сергей Ефимович